# 红花鹅掌柴
红花鹅掌柴（学名：Schefflera rubriflora）是五加科鹅掌柴属的植物，是中国的特有植物。分布在中国大陆的云南等地，生长于海拔980米的地区，多生长于山谷常绿阔叶林中，目前尚未由人工引种栽培。